# Kata Dalström
Anna Maria Katarina "Kata" Dalström, anteriorment Carlberg (18 de desembre de 1858, Emtöholm, Västerviki, Comtat de Kalmar – 11 desembre 1923, Estocolm), fou una socialista sueca i escriptora. Va pertànyer la vanguàrdia d'agitadors socialistes i escriptors d'esquerres de la Suècia contemporània, i sovint se la coneix com "la mare del moviment obrer socialista suec".

## Primers anys
Kata Dalström va néixer en el si d'una família rica, filla del professor Johan Oskar Carlberg i Maria Augusta Carlswärd. Va ser educada a l'escola de les noies Emilie Risberg a Örebro entre 1868 i 1872, i estudià en preparació per un studentexamen.
En 1878, es casà amb l'enginyer civil Gustav Mauritz Dalström (1837-1906). Després del seu casament va viure a Hultsfred entre 1878 i 1884, a Estocolm entre 1884 i 1888, a Visby entre 1888 i 1890, al castell de Näsbyholm entre 1890 i 1894, i a Estocolm de 1894 en endavant.
Kata Dalström va implicar-se en treball social als 1880s, quan es va enfocar en infants i en la història de la cultura. Fou una membre de Arbetsstugor för barn (Cases de Treball per Infants) el 1886, i va ser co-fundadora de la Katarina arbetsstuga (Casa de Treball de Katarina) en 1887. També en aquell mateix any esdevingué un membre del Kvinnoklubben (Club de Dones) per dones de classe mitjana professionals. Entre els anys 1889 i 1894, fou una conferenciant per l'associació Nykterhetsorden Verdandi, on va ser elegida membre de junta el 1894.

## Socialdemòcrata

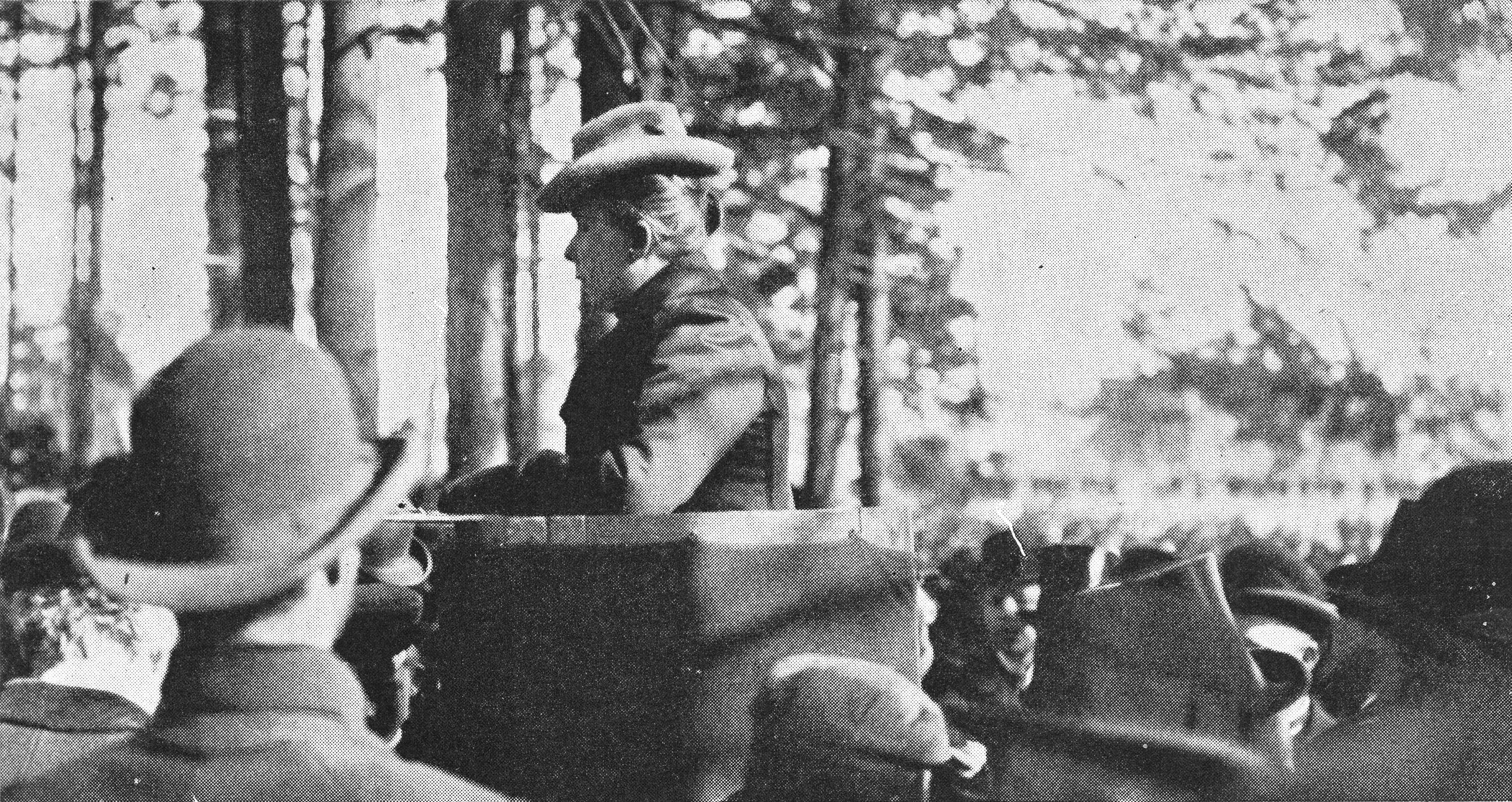
Kata Dalström com a conferenciant

Oposada a la disciplina autoritària i a les visions conservadores ja com a infant, va esdevenir una simpatitzant del liberalisme i després del Marxisme i del socialisme pels seus contactes intel·lectuals, concretament Ellen Key, Knut Wicksell i Fridtjuv Berg. Va estudiar el socialisme i va contactar amb líders socialistes com Hjalmar Branting i Fredrik Sterky.
El 1893, Kata Dalström s'uní al Partit Socialdemòcrata de Suècia. L'any següent, va esdevenir una membre del Club de Dones Socialdemòcrates, Stockholms allmänna kvinnoklubb, i una conferenciant o "agitadora" pel Partit Socialdemòcrata suec. Com a conferenciant, va participar sovint com a escriptora autònoma en la premsa socialista sueca, com ara a Socialdemokraten, Stormklockan i Politiken. És com a conferenciant quan esdevingué més famosa; va viatjar com a tal per tot el país, i fou la primera dona a ser-ho. Va participar en el congrés del Partit Socialdemòcrata a Estocolm l'any 1897, a Malmö el 1900, i altre cop a Estocolm el 1902.
L'any 1898 esdevingué una membre del comitè executiu del partit socialdemòcrata al districte d'Estocolm, i de 1900 a 1905, Kata Dalström fou la primera dona elegida com a membre del comitè executiu del partit democràtic social, així com la primera dona d'entre tots els partits polítics suecs. Va exercir com a delegada sueca al Congrés Socialista Internacional de Copenhaguen l'any 1910.

## Comunista

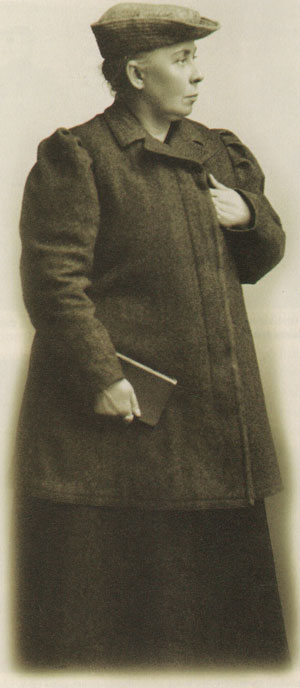
Kata Dalström

Essent una membre de l'esquerra radical del moviment socialdemòcrata, Kata Dalström donà suport a Branting contra Hinke Bergegren perquè s'oposava a l'anarquisme, però després que Bergegren i els anarquistes fossin derrotats, esdevingué més i més radical. Continuava pensant que la lluita de classes que van descriure Marx i Engels era l'única manera real que tenia el moviment obrer d'aconseguir els seus objectius, i es va decebre amb el desenvolupament pragmàtic del Partit Socialdemòcrata suec.
Durant la Primera Guerra Mundial, Kata Dalström va unir-se a l'Esquerra de Zimmerwald. Va treballar activament per fundar un nou partit socialista, més radical, a Suècia, i en l'escissió del partit socialdemòcrata l'any 1917 Kata s'uní al corrent d'esquerres, encapçalat per Zeth Höglund, el qual aviat esdevindria el Partit Comunista, que significà un trencament final amb el moviment socialdemòcrata de Branting. Va continuar com a conferenciant, ara pel Partit Comunista, i utilitzà la seva habilitat i popularitat per a agitar els moviments de masses durant la transició final de Suècia cap a la democràcia després del final de la guerra entre 1917 i 1918.
Kata Dalström era una partidària dels Bolxevics i de la Revolució Russa, i va unir-se a la Internacional Comunista en suport a una revolució social internacional. Va ser la delegada sueca al segon congrés de la Komintern de 1920, on va ser rebuda com una de les veteranes del moviment internacional de classe treballadora. Malgrat tot, estava en desacord amb el desenvolupament del sistema soviètic i considerava que s'allunyava de l'ideal socialista, i el 1922 va donar suport a Zeth Höglund en la seva reconiciliació amb el moviment socialdemòcrata.

## Carrera literària
També va escriure llibres, majoritàriament assaigs polítics, però també llibres sobre mitologia nòrdica i llegendes sobre Vikings.

## En la cultura
Kata Dalström apareix com a personatge a la novela Sulis de Dag Skogheim (1980).